# Chemehuevi

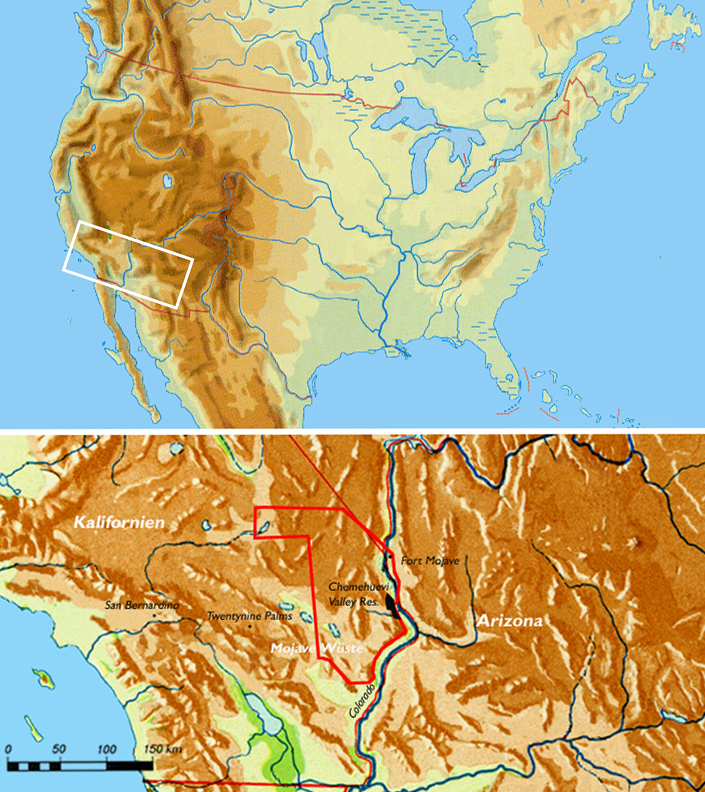
Verspreidingsgebied in het zuidwesten van de Verenigde Staten

De Chemehuevi is een stam die in het westen van de Verenigde Staten leeft. Vroeger sprak de stam ook zijn eigen taal: het Chemehuevi.